# Власенко Петро Андрійович
Петро Андрійович Власенко (рос. Пётр Андреевич Власенко; 14 листопада 1923, Головчино — 27 жовтня 1986, Київ) — радянський офіцер, Герой Радянського Союзу, у роки радянсько-німецької війни стрілець 465-го стрілецького полку 167-ї стрілецької дивізії 38-ї армії Воронезького фронту, рядовий.

## Біографія
Народився 14 листопада 1923 року в селі Головчино (тепер Борисовського району Бєлгородської області) в селянській родині. Росіянин. Член КПРС з 1945 року. Освіта середня. Працював на залізниці, шофером автозагону.
У 1943 році призваний до лав Червоної Армії. У боях радянсько-німецької війни з 1943 року. Воював на Воронезькому фронті.
У ніч на 30 вересня 1943 року рядовий П. А. Власенко подолав Дніпро в районі села Вишгорода Київської області, зайняв зручну позицію і відкрив вогонь по вогневих точках противника, забезпечуючи переправу дрібних груп бійців. Мужньо діяв в боях за утримання і розширення плацдарму.
Указом Президії Верховної Ради СРСР від 13 листопада 1943 року за мужність і героїзм, проявлені при форсуванні Дніпра і утриманні плацдарму рядовому Петру Андрійовичу Власенку присвоєно звання Героя Радянського Союзу з врученням ордена Леніна і медалі «Золота Зірка» (№ 3916).

Могила Петра Власенка

Після закінчення війни продовжував службу в армії. У 1955 році закінчив Військово-юридичну академію, працював в органах військової прокуратури. З 1974 року полковник юстиції П. А. Власенко — у відставці. Працював в органах юстиції. Жив у Києві. Помер 27 жовтня 1986 року. Похований у Києві на Лук'янівському військовому кладовищі.

## Нагороди
Нагороджений орденом Леніна, орденом Червоного Прапора, орденом Вітчизняної війни 1-го ступеня, медалями.